# Metro Boomin
Leland Tyler Wayne (San Luis, Misuri; 16 de septiembre de 1993), conocido profesionalmente como Metro Boomin, es un productor discográfico estadounidense. 
Comenzó su carrera como productor en la escuela secundaria y se hizo más conocido por sus exitosas grabaciones con artistas de rap de Atlanta como Future, 21 Savage, Gucci Mane y Migos a mediados de la década de 2010. En 2017, Forbes lo llamó "fácilmente uno de los creadores de éxitos más solicitados del mundo", mientras que Stereogum lo describió como "una de las voces más originales, vívidas e importantes del rap en este momento".
El éxito de producción inicial para Wayne llegó con pistas como el éxito de ILoveMakonnen en 2014 "Tuesday" y el sencillo de Future y Drake en 2015 "Jumpman". Desde entonces, ha acumulado más de una docena de top 20 hits, incluyendo "Bad and Boujee" de Migos, "Mask Off" de Future, "Bank Account" de 21 Savage, "Congratulations" de Post Malone y "Tunnel Visión" por Kodak Black. También ha lanzado colaboraciones de larga duración, Double or Nothing (2017) con Big Sean, el gran aclamado Perfect Timing (2017) con NAV y DropTopWop (2017) con Gucci Mane. Su álbum debut como solista, Not All Heroes Wear Capes (2018) y su seguimiento, Heroes & Villains (2022), debutaron en el número uno en el Billboard 200 de EE. UU., el último de los cuales generó el sencillo «Creepin'» junto a The Weeknd y 21 Savage, que alcanzó el puesto 10 en varios países. We Don't Trust You generó el sencillo «Like That» (con Future y Kendrick Lamar), que se convirtió en su primera canción número uno en la lista como intérprete principal.

## Primeros años
Leland Tyler Wayne nació el 16 de septiembre de 1993 en St. Louis, Misuri, donde asistió a Parkway North High School. Tiene cuatro hermanos.  Después de una breve temporada tocando el bajo en su banda de la escuela secundaria, comenzó a hacer ritmos en el séptimo grado a la edad de 13 años. Esto sucedió cuando su madre le compró una computadora portátil y recibió una copia del software de producción musical FruityLoops. En la escuela secundaria, Metro producía cinco ritmos al día.  Inicialmente, Metro quería rapear, y comenzó a hacer ritmos para que pudiera tener música para rapear. Sin embargo, en algún momento dirigió toda su atención hacia la producción de hip hop. A medida que continuaba perfeccionando sus habilidades de producción, mientras aún estaba en la escuela secundaria, comenzó a utilizar las plataformas de medios sociales en línea, como Twitter, para establecer contactos con artistas de rap más establecidos, así como para las presentaciones de posibles ubicaciones musicales.

## Carrera

### 2009–2013: Inicios
Durante la escuela secundaria en Parkway North en Creve Coeur, la madre de Metro a menudo lo llevaba durante más de ocho horas desde St. Louis a Atlanta para colaborar con los artistas que conoció en línea. Uno de los primeros artistas con los que trabajó fue el rapero Tay Don de Bricksquad Monopoly, que luego lo llevó a colaborar con artistas de la marca Bricksquad como OJ Da Juiceman, Gucci Mane y, finalmente, su frecuente colaborador Future, un artista con el que continúa colaborando para este día.
Comenzó a viajar a Atlanta en el grado 11 para seguir una carrera en la música. En una entrevista con XXL, Metro dice que el rapero de Atlanta OJ Da Juiceman  fue el primer artista popular de rap en sus ritmos, una serie de colaboraciones que finalmente llevaron a la reunión de Metro y trabajaron con Gucci Mane durante el verano entre sus años junior y de escuela secundaria. Al graduarse de la escuela secundaria, Metro Boomin se mudó a Atlanta para asistir a Morehouse College, estudiando Administración de Empresas. Sin embargo, en última instancia, optó por tomar una pausa en la escuela después de un semestre, porque las exigencias de una carrera musical de tiempo completo se volvieron demasiado para equilibrarlas. Desde entonces, Metro ha colaborado con artistas como Gucci Mane, Chris Brown ,  Future, Ludacris, Nicki Minaj , Juicy J, Yo Gotti, 21 Savage, Wiz Khalifa, Chief Keef, The Weeknd, YG, Young Jeezy, Meek Mill, Yung Beef, Travis Scott, Ace Hood, SAM, Joven Scooter, Joven Matón , Rich Homie Quan, Trinidad James, Drake, Lana Del Rey, Lil Uzi Vert, Migos, DJ Khaled, ScHoolboy Q, Post Malone, NAV, Swae Lee, Gunna y Lil Wayne. Metro también colabora regularmente con otros productores modernos de hip hop, como Sonny Digital, TM88, Southside, Zaytoven, Young Chop, DJ Spinz y, más recientemente, Tay Keith en Not All Heroes Wear Capes.
Metro Boomin también ha trabajado extensamente con el popular rapero Future. Los dos primeros trabajaron juntos en una canción llamada "Hard", incluida en la mixtape Welcome 2 Mollyworld de DJ Esco, y han colaborado en numerosas canciones desde entonces, incluyendo dos sencillos del segundo álbum de Future, Honest, el sencillo principal del álbum, "Karate Chop", y la pista del título,"Honest", coproducida por DJ Spinz.

### 2013–2017: Ascenso a la fama
En mayo de 2013, Metro anunció su primer mixtape, 19 & Boomin.  Luego de los sencillos, con artistas como Trinidad James, Gucci Mane y otros, lanzó el mixtape, a través del popular sitio web de mixtape LiveMixtapes, el 7 de octubre de 2013. todas las canciones originales, incluidas "Maison Margiela", con Future, y "Some More", con Young Thug, ambos fueron lanzados posteriormente como videos musicales.
En marzo de 2014, anunció que lanzaría un álbum colaborativo con Young Thug, con el nombre de "Metro Thuggin". Junto con el anuncio, lanzó la canción colaborativa "The Blanguage". El proyecto 'Metro Thuggin' fue finalmente desechado, sin embargo, el fotógrafo Cam Kirk afirma tener una copia del álbum completo y terminado. Se encontraron algunas huellas filtradas del proyecto circulando por Internet a fines de 2015, pero nunca ha aparecido una mezcla oficial.
En octubre de 2014, produjo la mezcla de Future "Monster". Esto generó la primera aparición del exitoso sencillo "Fuck Up Some Commas". También produjo el sexto sencillo de Future Honest, "I Won", con Kanye West. La canción se convirtió en un sencillo un mes después de que el álbum fue lanzado.  
Metro se desempeñó como productor ejecutivo para el mixtape colaborativo de Drake y Future What a Time to Be Alive, lanzado el 20 de septiembre de 2015. Además, produjo o coprodujo siete de las 11 pistas del mixtape.
También se desempeñó junto a DJ Esco como productor ejecutivo del mixtape de Future, Reign. En 2016, ganó el premio al Productor del Año en los BET Hip Hop Awards.
En 2016, a Metro Boomin se le acreditaron éxitos de gráficos producidos como "Jumpman" de Future y Drake, "Bad and Boujee" de Migos, "Low Life" de Future y The Weeknd, y la colaboración de 21 Savage "X". Ese año, también contribuyó a The Life of Pablo de Kanye West, y él y 21 Savage lanzaron el EP Savage Mode. En 2017 produjo el aclamado mixtape junto a NAV "Perfect Timing" el cual contó con participaciones especial de artistas como 21 Savage, Lil Uzi Vert, Gucci Mane, Belly, Offset, Playboi Carti al igual que producciones en colaboración con SouthSide y Pierre Bourne, al igual produjo sencillos como "Tunnel Vision" de Kodak Black, "Bounce Back" de Big Sean, "Mask Off" de Future.

### 2018: regreso de "Retirement" y Not All Heroes Wear Capes
En enero de 2018, Metro apareció en una campaña de Gap con SZA junto con un remix de producción propia de Hold Me Now. El remix fue lanzado a plataformas digitales el mismo día de la campaña.
En abril de 2018, Metro anunció su retiro del rap en su cuenta de Instagram, cambiando su biografía por "Jubilado productor/DJ". Sin embargo, desde entonces ha obtenido créditos de producción en el álbum Queen de Nicki Minaj, así como en el de Lil Wayne Tha Carter V, que debutó en el top 5 del Billboard 200.
El 26 de octubre de 2018, aparecieron varias vallas publicitarias en Atlanta y Nueva York que anunciaban a Metro Boomin como una "persona desaparecida". Más tarde se reveló que era un teaser para su debut en el proyecto Not All Heroes Wear Capes, en el que había estado trabajando desde 2015. El álbum fue lanzado el 2 de noviembre y tuvo apariciones de Travis Scott, Swae Lee, 21 Savage, Wizkid, Young Thug, Gucci Mane, Gunna, Drake y más.

## Estilo musical
Especializado en el subgénero del hip hop, trap Metro utiliza una mezcla distintiva de bajo pesado, percusión sintética y oscuras melodías góticas. Metro Boomin apenas se aleja del hip hop, aunque ha remezclado canciones pop como Hold Me Now (producida como una colaboración de marketing de Gap).

## Discografía

### Álbumes de estudio
- Without Warning con 21 Savage y Offset (2017)
- Double Or Nothing con Big Sean (2017)
- Not All Heroes Wear Capes (2018)
- Savage Mode II con 21 Savage (2020)
- Heroes & Villains (2022)
- We Don't Trust You con Future (2024)
- We Still Don't Trust You con Future (2024)

### Bandas sonoras
- Spider Man: Across The Spider Verse (2023)

### Extended plays
- Savage Mode con 21 Savage (2016)

### Mixtapes
- 19 & Boomin (2014)
- Perfect Timing con Nav (2017)

## Discografía como productor
- "Cadillac Doors (Me & U)" de French Montana (2011)
- "Everything's A Go" de French Montana (2011)
- "9 Times Out Of 10" de Ludacris, French Montana y Que (2013)
- "30 Piece" de Doe B (2013)
- "Day One" de DJ Esco, Yo Gotti y Future (2013)
- "If I Aint F'd Up" de Ludacris (2013)
- "Patrick Swayze" de Doe B (2013)
- "Raised In The South" de Ludacris y Young Jeezy (2013)
- "BACC" de Travis Scott (2014)
- "Basement Freestyle" de Travis Scott (2014)
- "Mamacita" de Travis Scott, Rich Homie Quan y Young Thug (2014)
- "Riding Dirty" de Gucci Mane (2014)
- "Skyfall" de Travis Scott y Young Thug (2014)
- "3500" de Travis Scott, 2 Chainz y Future (2015)
- "All Around the World" de Rich Homie Quan (2015)
- "Amber Alert" de Lil Durk (2015)
- "Beef Boy" de Yung Beef (2015)
- "Bitch Ass" de Kourtney Money y Young Nudy (2015)
- "Blood On The Money" de Future (2015)
- "Blow A Bag" de Future (2015)
- "Deserve" de 21 Savage (2015)
- "Drip" de 21 Savage (2015)
- "Freak Hoe" de Future (2015)
- "Groupies" de Future (2015)
- "Hero" de Yo Gotti y Shy Glizzy (2015)
- "High Fashion" de Travis Scott y Future (2015)
- "I Serve The Base" de Future (2015)
- "IDK" de Bricc Baby Shitro y Casey Veggies (2015)
- "Intro" de Pusha T (2015)
- "Ion Feel Em" de Yo Gotti y Kevin Gates (2015)
- "Jumanji" de Chief Keef (2015)
- "Lil One" de Future (2015)
- "Mudd Walk" de Dash (2015)
- "Nasty Dealer" de Bricc Baby Shitro (2015)
- "Nightcrawler" de Travis Scott, Swae Lee y Chief Keef (2015)
- "Obama" de Chief Keef (2015)
- "OK Alright" de Travis Scott y Schoolboy Q (2015)
- "Pornography" de Travis Scott (2015)
- "Rich Sex" de Future (2015)
- "Right Now" de Uncle Murda y Future (2015)
- "Rotation" de Future (2015)
- "Slave Master" de Future (2015)
- "Thought It Was A Drought" de Future (2015)
- "Thru Wit It" de Bricc Baby Shitro y Young Thug (2015)
- "Wasted" de Travis Scott y Juicy J (2015)
- "Where Ya At" de Chief Keef (2015)
- "Where Ya At" de Future y Drake (2015)
- "Ain't Playin" de Young Nudy (2016)
- "All Shooters" de Gucci Mane y Future (2016)
- "Casino" de Casino y Santana (2016)
- "Colossal" de King Monte Carlo y Young Thug (2016)
- "Die A Gangster" de Gucci Mane y Future (2016)
- "Father Stretch My Hands (Part I)" de Kanye West (2016)
- "Fed Ex" de Currensy (2016)
- "Fish In The Coupe" de Hoodrich Pablo Juan (2016)
- "Low Life" de Future y The Weeknd (2016)
- "My House" de Lil B (2016)
- "Right Now" de Uncle Murda, Fabolous, Jadakiss y Future (2016)
- "Ronda (Winners)" de Lil Uzi Vert (2016)
- "Six Feet Under" de The Weeknd (2016)
- "You Was Right" de Lil Uzi Vert (2016)
- "Xanny Family" de Future (2016)
- "Call me" de NAV (2017)
- "Held me down" de NAV (2017)
- "I don't care" de NAV (2017)
- "Perfect timing (Intro)" de NAV (2017)
- "Hit" de NAV (2017)
- "I am" de NAV (2017)
- "Did you see NAV" de NAV (2017)
- "You know" de NAV y Belly (2017)
- "Rich" de NAV (2017)
- "Both sides" de NAV y 21 Savage (2017)
- "A$AP Ferg" de NAV  y Lil Uzi vert (2017)
- "Need some" de NAV  y Gucci Mane (2017)
- "7 Min Freestyle" de 21 Savage (2017)
- "Ain't The Same" de Nephew Texas Boy y Beatking (2017)
- "Bank Account" de 21 Savage (2017)
- "Both" de Gucci Mane, Lil Wayne y Drake (2017)
- "Bounce Back" de Big Sean (2017)
- "Burn Ya" de Young Nudy (2017)
- "Close My Eyes" de 21 Savage (2017)
- "Congratulations" de Post Malone, Quavo y Future (2017)
- "Cook Up" de Young Scooter y Young Thug (2017)
- "Drop A Bag" de Juicy J y GOD (2017)
- "Errywhere" de Shy Glizzy (2017)
- "Famous" de 21 Savage (2017)
- "Feed The Streets" de Juicy J, Project Pat y A$AP Rocky (2017)
- "Get Like Me" de Nephew Texas Boy y Beatking (2017)
- "Go FAR" de Zach Farlow (2017)
- "Hammer Time" de Lecrae y 1 K Phew (2017)
- "I Do This" de Hoodrich Pablo Juan (2017)
- "I Need 2" de RX Peso y Hoodrich Pablo Juan (2017)
- "Lotta Money" de Block 125 y Offset (2017)
- "Mask Off" de Future (2017)
- "Mind On A Milli" de Gunna y Hoodrich Pablo Juan (2017)
- "Money Convo" de 21 Savage (2017)
- "My Collection" de Future (2017)
- "Nothin New" de 21 Savage (2017)
- "Numb" de 21 Savage (2017)
- "Round Here" de Zach Farlow (2017)
- "Sacrifices" de Big Sean y Migos (2017)
- "Scrape" de Future (2017)
- "Shut The Fuck Up" de Casino y Quis (2017)
- "Sorry" de Future (2017)
- "The Pack Landed 8 08" de Nephew Texas Boy (2017)
- "Thug Life" de 21 Savage (2017)
- "Too Much" de Starlito (2017)
- "Up" de Nav (2017)
- "Voices In My Head / Stick To The Plan" de Big Sean (2017)
- "Whole Lot"  de 21 Savage y Young Thug (2017)
- "X" de Lil Uzi Vert (2017)
- "All For Me" de Belly (2018)
- "ASMR" de 21 Savage (2018)
- "Big Mad" de Lil Jay Brown (2018)
- "Break Da Law" de 21 Savage (2018)
- "Car Sick" con Gunna y Nav (2018)
- "Chek" de DJ Esco y Future (2018)
- "Chun Swae" de Nicki Minaj y Swae Lee (2018)
- "Father's Day" de Gucci Mane (2018)
- "Helluva Price" de Gunna (2018)
- "Hold Me Now" de Thompson Twins (2018)
- "Lost It" de Rich The Kid, Offset y Quavo (2018)
- "My Soul" de Gunna (2018)
- "No Joke" de Gunna (2018)
- "Pedestrian" de Gunna (2018)
- "Ready" de Lil Baby y Gunna (2018)
- "Right Now" de Young Nudy (2018)
- "Sir" de Nicki Minaj y Future (2018)
- "T'd Up" de Rae Sremmurd (2018)
- "Used 2" de Lil Wayne (2018)
- "100 Racks" de Quality Control, Playboi Carti y Offset (2019)
- "After Dark" de Offset (2019)
- "Break Bread" de Gucci Mane (2019)
- "Don't Lose Me" de Offset (2019)
- "Father Of 4" de Offset y Big Rube (2019)
- "Heartless" de The Weeknd (2019)
- "How Did I Get Here" de Offset y J Cole (2019)
- "Mile High" con James Blake y Travis Scott (2019)
- "North Star" de Offset y Cee Lo Green (2019)
- "On Fleek" de Offset y Quavo (2019)
- "Pass It Out" de Lil Keed y Lil Gotit (2019
- "Pink Toes" de Quality Control, Offset, Dababy y Gunna (2019)
- "Quarter Milli" de Offset y Gucci Mane (2019)
- "Red Room" de Offset (2019)
- "Stay Flo" de Solange (2019)
- "Tats On My Face" de Offset (2019)
- "Tell Them" con James Blake y Moses Sumney (2019)
- "Underrated" de Offset (2019)
- "Wild Wild West" de Offset y Gunna (2019)
- "Escape From LA" de The Weeknd (2020)
- "Faith" de The Weeknd (2020)
- "Stay Down" de Lil Durk, 6 Lack y Young Thug (2020)
- "Until I Bleed Out" de The Weeknd (2020)
- "Vice City" de Young Nudy (2020)
- "Betrayed" de 21 Savage (2021)
- "Burn" de Juice Wrld (2021)
- "Company (Part II)" de Don Toliver (2021)
- "Foot Forward" de James Blake (2021)
- "Grim Reaper" de Lil Gotit (2021)
- "Jiggy Lil Be" de Danileigh (2021)
- "Knife Talk" de Drake, Project Pat y 21 Savage (2021)
- "Let Somebody Go" de Coldplay y Selena Gomez (2021)
- "Love You More" de Young Thug, Jeff Bhasker, Gunna y Nate Ruess (2021)
- "Stupid / Asking" de Young Thug (2021)
- "Swangin On Westheimer" de Don Toliver (2021)
- "More M's" de Drake y 21 Savage (2022)
- "TIL FURTHER NOTICE" de Travis Scott, 21 Savage y James Blake (2023)
- "Night Vision" de Offset (2023)
- "Double Fantasy" de The Weeknd y Future (2023)
- "Popular" de The Weeknd, Madonna y Playboi Carti (2023)

## Premios y nominaciones

### BET Hip Hop Awards
| Año  | Categoría            | Trabajo nominado | Resultado | Cita   |
| ---- | -------------------- | ---------------- | --------- | ------ |
| 2016 | Producer of the year | Él mismo         | Ganador   | [ 30 ] |
| 2017 | Producer of the year | Él mismo         | Ganador   | [ 31 ] |

### BMI R & B / Hip Hop Awards
| Año  | Categoría            | Trabajo nominado | Resultado | Cita   |
| ---- | -------------------- | ---------------- | --------- | ------ |
| 2016 | Producer of the year | Él mismo         | Ganador   | [ 32 ] |
| 2017 | Producer of the year | Él mismo         | Ganador   | [ 33 ] |